# Tipula (Sinotipula) bodpa
Tipula (Sinotipula) bodpa is een tweevleugelige uit de familie langpootmuggen (Tipulidae). De soort komt voor in het Palearctisch gebied.